# Gonimbrasia
Gonimbrasia is een geslacht van vlinders uit de familie nachtpauwogen (Saturniidae). De wetenschappelijke naam van het geslacht is voor het eerst geldig gepubliceerd in 1878 door Arthur Gardiner Butler.
De typesoort van het geslacht is Gonimbrasia hecate Rougeot, 1955

## Synoniemen
- Acanthocampa Packard, 1902

## Soorten
- Gonimbrasia abayana (Rougeot, 1977)
- Gonimbrasia affinis
- Gonimbrasia alcestris (Weymer, 1907)
- Gonimbrasia annulata (Bouvier, 1936)
- Gonimbrasia balachowskyi (Rougeot, 1973)
- Gonimbrasia belina (Westwood, 1849)
- Gonimbrasia birbiri (Bouvier, 1929)
- Gonimbrasia bubo
- Gonimbrasia cocaulti (Darge and Terral, 1993)
- Gonimbrasia congolensis (Bouvier, 1927)
- Gonimbrasia conradsi (Rebel, 1906)
- Gonimbrasia deborah (Weymer, 1886)
- Gonimbrasia desena
- Gonimbrasia elgoniana
- Gonimbrasia ellisoni (Lemaire, 1962)
- Gonimbrasia entebeensis
- Gonimbrasia fletcheri (Rougeot, 1960)
- Gonimbrasia fucata (Rougeot, 1978)
- Gonimbrasia godarti (Lemaire, 1971)
- Gonimbrasia hecate (Rougeot, 1955)
- Gonimbrasia hoehnelii
- Gonimbrasia huebneri (Kirby, 1877)
- Gonimbrasia mbiziana
- Gonimbrasia miranda (Darge, 2005)
- Gonimbrasia murphyiana
- Gonimbrasia nictitans (Fabricius, 1775)
- Gonimbrasia occidentalis
- Gonimbrasia osiris
- Gonimbrasia pales (Weymer, 1909)
- Gonimbrasia rectilineata (Sonthonnax, 1901)
- Gonimbrasia ruandana (Gaede, 1927)
- Gonimbrasia said (Oberthuer, 1878)
- Gonimbrasia tyrrhea (Cramer, 1775)
- Gonimbrasia ufipana (Strand, 1911)
- Gonimbrasia ukerewensis (Rebel, 1922)
- Gonimbrasia zambesina (Walker, 1865)